# História do tênis

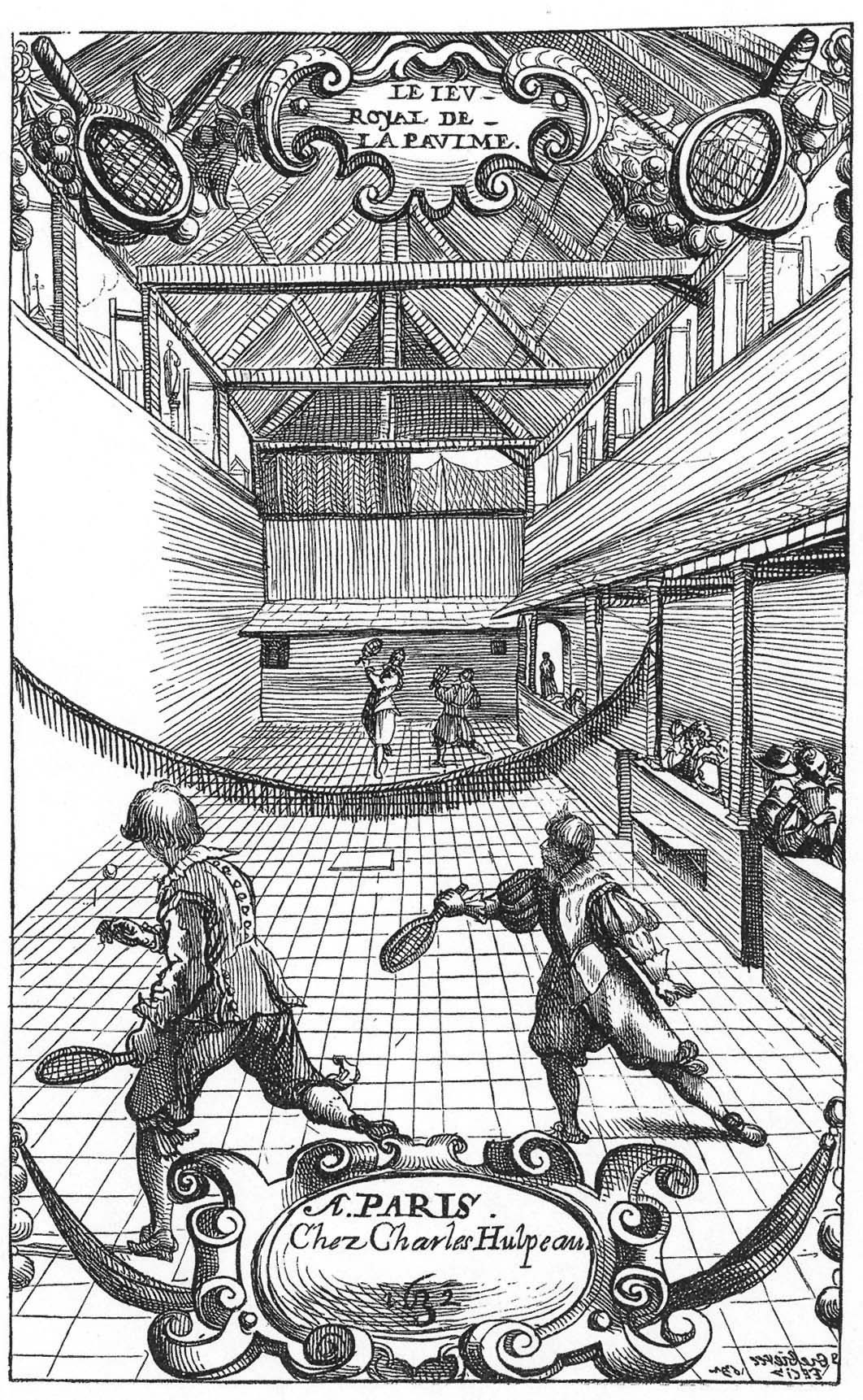
Gravura do jeu de paume de 1632.

O esporte que atualmente é conhecido como 'Tênis' originou-se no século XIX, na Inglaterra, sendo o descendente direto do que hoje é conhecido como "Ténis real" ou "Jeu de paume" (que continua a ser jogado hoje como um esporte separado com regras mais complexas).
O torneio mais antigo de tênis no mundo, o Torneio de Wimbledon, foi realizado pela primeira vez em Londres em 1877. Essa primeira edição gerou um debate sobre a padronização das regras do esporte.
Em 21 de Maio de 1881, a United States National Lawn Tennis Association foi fundada para padronizar as regras e organizar as competições. O U.S. National Men's Singles Championship, hoje o US Open de tênis, foi realizado pela primeira vez em 1881, em Newport, Rhode Island. O torneio feminino se estabeleceu em 1887. O esporte também era popular na França, com o Aberto da França datando de 1891. Assim, Wimbledon, o US Open, o Aberto da França e o Aberto da Austrália (de 1905) tornaram-se os eventos de maior prestígio no tênis, algo que se mantém até hoje. Juntos, esses torneios são chamados de Majors ou Slams (termo retirado do basebol).
As regras mais abrangentes foram promulgadas em 1924, pela Federação Internacional das Regras de Tênis, hoje conhecida como Federação Internacional de Tênis, e se mantém até os dias atuais, com a principal alteração sendo a adição do tie-break, desenvolvido por Jimmy Van Alen. No mesmo ano, o esporte se retirou dos Jogos Olímpicos, tendo retornado somente em 1984, como um evento promocional. O sucesso do evento foi tão grande que o COI decidiu reintroduzir o tênis como um esporte olímpico na edição de 1988, em Seul. A Copa Davis, a principal competição global entre as federações nacionais, existe desde 1900. A versão análoga para as mulheres é a Fed Cup, iniciada em 1963.

## Real Tennis
No período medieval uma forma de tênis é descrita como tênis real. O Real tênis evolui nos últimos três séculos, de um jogo primário que envolvia bola ao redor século XII na França, na qual, continha golpear uma bola com a mão uma única vez e depois com uma luva. No século XVI, a luva se torna uma raquete, e o jogo tinha-se movido para uma área fechada, e as regras começaram a ser estabilizadas. O Real tênis começou a ganhar popularidade na realeza europeia, alcançando grande fama ainda no século XVI.

## Origem do Tennis atual

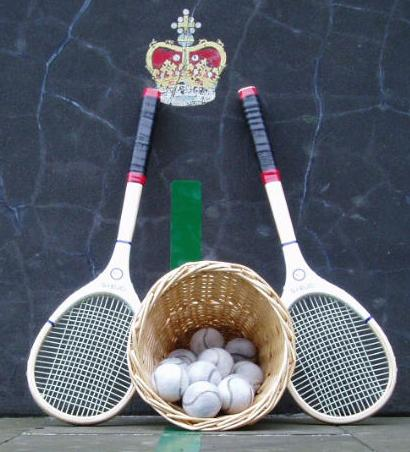
Raquetes e bolas de tênis reais no tradicional Falkland Palace Royal Tennis Club.

Tênis é mencionado na literatura pela primeira vez em meados do final da Idade Média em The Second Shepherds' Play (c. 1500) pastores dão três presentes, incluindo uma bola de tênis, no nascimento de Cristo. E Sir Gawain, um cavaleiro do Rei Arthur da távola redonda, joga uma partida de tênis contra um grupo de 17 gigantes em um The Turke and Gowin (apox. 1500).
Entre 1859 e 1865, em Birmingham, na Inglaterra, o major Harry Gem, um advogado, e seu amigo Augurio Perera, um comerciante espanhol, combinaram elementos do jogo de raquetes e pelota basca e o jogaram em um gramado de críquete em Edgbaston. Em 1872, os dois homens se mudaram para o Leamington Spa e, em 1874, com dois médicos do Hospital Warneford, fundaram o primeiro clube de tênis do mundo, o Leamington Tennis Club.

### Evolução
Nos primórdios do tênis, em 1870, o esporte se baseava em tentar derrotar o adversário usando slices, topspins e largadinhas, e os tenistas iniciam os pontos com o Saque por Baixo. O saque por cima da cabeça demorou até a década de 1890 para ser executado.
De 1890 e 1960, as mudanças foram acontecendo devagarinho, com a introdução do chamado "saque e voleio", que muitos jogadores passaram a intercalar com pontos jogados do fundo de quadra. Também foi nesse momento que as empunhaduras diferentes foram surgindo.
Em 1968, após denúncias de lavagem de dinheiro envolvendo tenistas menos expressivos, iniciou-se a era aberta, onde todos os jogadores poderiam competir em todos os torneios. Com o estabelecimento da era aberta, também iniciou-se o circuito profissional internacional, aumentando a receita e a popularidade do esporte pelo mundo. Com isso, o jogo foi ficando cada vez mais dinâmico; surgiu o backhand de duas mãos e alguns jogadores passaram a ir melhor com o revés do que com o forehand. Nos anos 1980 teve início a revolução dos materiais, principalmente as raquetes, sumindo de vez com as de madeira.
Os novos equipamentos permitiram que os tenistas imprimissem cada vez mais potência nas bolas, aumentando a variação de golpes e permitindo que eles jogassem cada vez mais dentro de quadra. As partidas ficaram cada vez com pontos mais longos e com os atletas subindo cada vez menos à rede.

### Era aberta

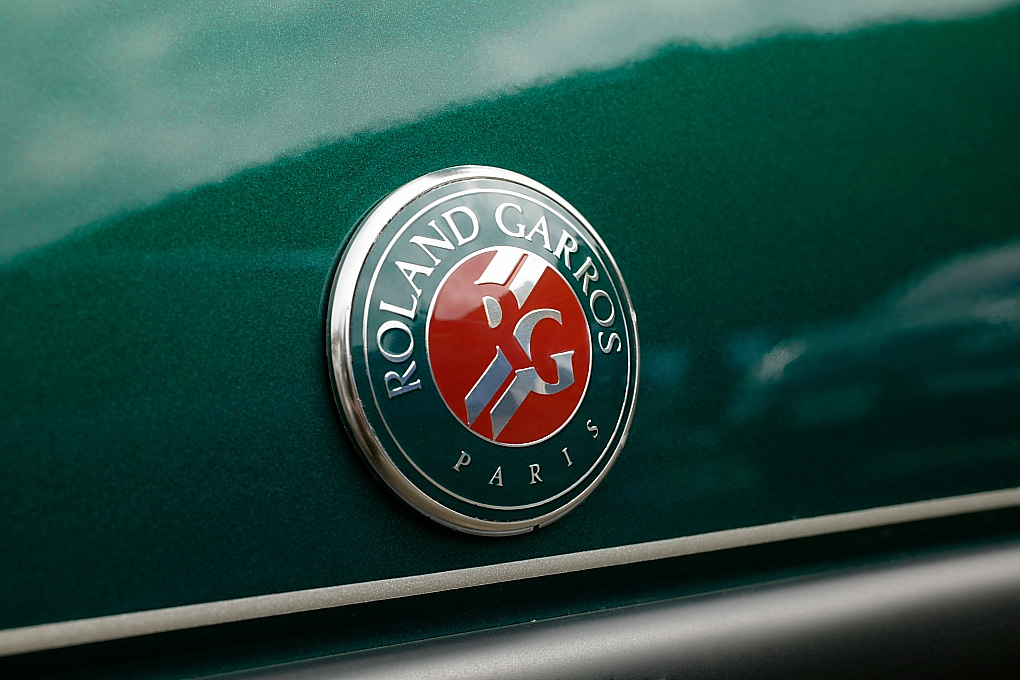
O campeonato da França em Roland Garros foi o primeiro torneio Grand Slam a se tornar "aberto" aos profissionais.

A Era Aberta começou em 1968, quando torneios de Grand Slam concordaram em permitir que jogadores profissionais competissem com amadores. Antes de 1968, apenas amadores podiam competir em torneios do Grand Slam e outros eventos organizados ou sancionados pela ILTF, incluindo a Copa Davis.

A mudança ocorre porque os ingleses estão cansados da hipocrisia no esporte, do "chamateurismo" que assola o tênis de alto nível. É sabido que os amadores barganham – e recebem – quantias exorbitantes para competir em muitos torneios. "Devemos agir por conta própria para tornar o jogo honesto", disse Derek Penmam, da associação britânica. "Por muito tempo, fomos governados por um conjunto de regras amadoras que são bastante inaplicáveis".

Durante os primeiros anos da "Era Aberta", as lutas de poder entre a ILTF e os promotores comerciais levaram a boicotes aos eventos do Grand Slam. O primeiro evento da Era Aberta foi o "British Hard Court Championships" de 1968 realizado em abril no The West Hants Club em Bournemouth, Inglaterra, enquanto o primeiro torneio aberto do Grand Slam foi o Aberto da França de 1968 em maio. Ambos os torneios foram vencidos por Ken Rosewall. A Era Aberta permitiu a todos os jogadores de tênis a oportunidade de ganhar a vida jogando tênis.